# Embalse de Cortes-La Muela
El embalse de Cortes-La Muela (a veces llamado embalse de Cortes II) es una obra de ingeniería hidroeléctrica construida en el curso medio del río Júcar, situada en el municipio de Cortes de Pallás, en la provincia de Valencia, Comunidad Valenciana, España.

## Descripción
El embalse y la presa de Cortes, así como la central hidroeléctrica de La Muela I, con una potencia instalada de 630 MW en turbinación y 540 MW en bombeo, fueron construidos entre 1983 y 1988. Posteriormente, se construyó, entre 2006 y 2013, la central de La Muela II, con una potencia instalada de 850 MW en turbinación y 740 MW en bombeo, convirtiendo a este complejo en el de mayor potencia de la península ibérica, 1520 MW en bombeo. El embalse tiene una superficie de 115 ha y una capacidad de 116 hm³. 
Dispone de 3 centrales hidroléctricas, la situada a los pies de la presa de Cortes II, La Muela I y La Muela II. La peculiaridad de La Muela II es que fue planficicada para gastar energía eléctrica por la noche y generarla por el día. Durante la noche, cuando la demanda de electricidad es baja, bombea agua del embalse de Cortes al depósito de La Muela usando el excedente de electricidad en la red eléctrica, ya que por la noche se produce mucha más energía eléctrica de la que se consume. Por el día, cuando los hogares y empresas consumen más electricidad, se deja caer el agua por las turbinas, a 524 m de altura, desde el depósito hasta el embalse, para generar electricidad limpia. Esto era así hasta 2022 cuando, por el gran crecimiento de la energía fotovoltaica, los excedentes de electricidad empezaron a coincidir con las horas centrales del día, produciéndose la mayor parte del bombeo a esas horas. La central de La Muela II se sitúa dentro de una caverna horadada bajo tierra con 115 m de largo, 50 m de alto y 20 de ancho, más grande que la Catedral de Valencia.
Anteriormente a la existencia del actual embalse, existía una central primitiva de la década de 1920 denominada Central Hidroeléctrica de Cortes, o también conocida como Rambla Seca, que fue demolida en 1988 tras la puesta en servicio de las actuales instalaciones.